# Fabio Lione
Fabio Lione, född 9 oktober 1973, är en italiensk musiker och sångare.
Lione är huvudsakligen känd genom hårdrocksbandet Rhapsody of Fire, men han har även släppt skivor med andra italienska band, bland andra Athena, Labyrinth och Vision Divine. Han har även spelat in eurodiscomusik med vilken han nått vissa framgångar med i Japan. Fabio medverkade även på det amerikanska bandet Kamelots världsturné, 2011, istället för ordinarie sångaren Roy Khan.

## Diskografi (urval)
Studioalbum med Labyrinth
- 1996 – No Limits

Studioalbum med Rhapsody of Fire
- 1998 – Symphony of Enchanted Lands
- 2000 – Dawn of Victory
- 2001 – Rain of a Thousand Flames
- 2002 – Power of the Dragonflame
- 2004 – Symphony of Enchanted Lands II – The Dark Secret
- 2006 – Triumph or Agony
- 2010 – The Frozen Tears of Angels
- 2011 – From Chaos to Eternity
- 2013 – Dark Wings of Steel
- 2016 – Into the Legend

Studioalbum med Vision Divine
- 1999 – Vision Divine
- 2002 – Send Me an Angel
- 2009 – 9 Degrees West of the Moon
- 2012 – Destination Set to Nowhere

Studioalbum med Ayreon
- 2000 – Universal Migrator Part 2: Flight of the Migrator

Studioalbum med Avalon
- 2014 – Angels of the Apocalypse

Studioalbum med Angra
- 2015 – Secret Garden

Studioalbum me Eternal Idol
- 2016 – The Unrevealed Secret

Studioalbum med Steel Seal
- 2017 – The Lion's Den